# Logisk positivisme
 Der er for få eller ingen kildehenvisninger i denne artikel, hvilket er et problem. Du kan hjælpe ved at angive troværdige kilder til de påstande, som fremføres i artiklen.

Logisk positivisme (senere betegnet nypositivisme eller logisk empirisme) er en filosofisk retning udviklet i 1920'erne af Wienerkredsen, der bl.a. bestod af Moritz Schlick (1882-1936), Rudolf Carnap (1891-1970) og Otto Neurath (1882-1945). Den logiske positivisme mener at filosofien skal stræbe efter den samme stringens som videnskab, hvorved bl.a. teologi og metafysik udelukkes fra logiske ræsonnementer. Den logiske sandhed af en sætning skal i sidste ende baseres på dens overensstemmelse med den fysiske verden. Alle argumenter skal baseres på reglerne for logisk deduktion kombineret med observerbare fakta.
For at forstå den logiske positivisme er det nødvendigt at sammenligne dens metodeidealer med andre metodeidealer, jf. videnskabelig metode. Mange logiske positivister opgav denne teori til fordel for andre teorier, fx Ludwig Wittgenstein.

## Grundlæggende postulater
Det mest karakteristiske postulat i logisk positivisme er at en sætning kun er meningsfuld hvis den er verificérbar, og at sætninger kun kan verificeres på to måder: empirisk, inklusive videnskabelige teorier, der verificeres ved eksperimenter og evidens; samt analytiske sandheder, sætninger der er sande eller falske pr. definition, og dermed også er meningsfulde. Alt andet, inklusive etik og æstetik, er ikke i bogstavelig forstand meningsfulde, og hører dermed til "metafysik". En betydelig konklusion er derfor at seriøs filosofi ikke bør beskæftige sig med metafysik. Det har imidlertid været erkendt, at den logiske positivisme selv er et udtryk for en metafysisk teori.

## Fremtrædende logiske positivister
Rudolf Carnap, Alfred Jules Ayer samt den tidlige Ludwig Wittgenstein er eksempler på logiske positivister, ligesom danskeren Jørgen Jørgensen var en fremtrædende repræsentant.